# Jess Glynne
Jessica Hannah "Jess" Glynne (sinh 20 tháng 10 năm 1989) là một ca sĩ tự sáng tác nhạc người Anh, chơi cho hãng sản xuất nhạc Atlantic Records. Cô bắt đầu nổi tiếng nhờ ca đĩa đơn cho ban nhạc Clean Bandit với bản "Rather Be" và "My Love " của nhạc sĩ Route 94, cả hai đĩa đều đạt được hạng nhất UK Singles Chart năm 2014. Đĩa đơn đầu tiên của cô, "Right Here", đã được xếp hạng top ten cùng năm.
Năm 2015, cô trở thành nữ ca sĩ hát solo thứ hai của Anh sau Cheryl có 5 đĩa đơn đứng hạng nhất ở Anh, tiếp theo là những đĩa đơn "Hold My Hand" và "Don't Be So Hard on Yourself" cũng như bản "Not Letting Go" cho rapper Tinie Tempah. Đĩa nhạc đầu tay của Glynne, I Cry When I Laugh, phát hành vào năm 2015 cũng đạt được hạng nhất ở UK Albums Chart.

## Tiểu sử

### 1989–2013: Thời thơ ấu và bắt đầu sự nghiệp âm nhạc
Jess Glynne sinh ra ở Hampstead và lớn lên ở Muswell Hill, North London. Cha là một người buôn bán nhà của và mẹ làm việc tại A&R trong ngành công nghệ âm nhạc. Sau khi cô lấy bằng tú tài vào năm 2008, cô làm những việc để sống qua ngày tại một tiệm bán quần áo, trung tâm thể dục và tiệm hớt tóc. Sau một thời gian đi du lịch thế giới, Glynne làm việc cho một công ty quản lý âm nhạc và bắt đầu liên lạc với các nhà viết nhạc và sản xuất nhạc, luyện tập nghệ thuật trong 4 năm trời.
Glynne hoàn tất khóa học 1 năm tại the British Academy of New Music, East London, nơi cô gặp những người cộng tác tương lai: nhà viết nhạc Jin Jin và nhà sản xuất Bless Beats. Tháng 8 năm 2013 cô đã ký hợp đồng với hãng sản xuất nhạc Atlantic Records.